# Kasteelgoed (Pittem)
Het Kasteelgoed is een voormalig feodale dorpshoeve aan de Eikeldreef in Pittem. De geschiedenis van het goed gaat terug tot circa 1100. Sinds een verkaveling in 2008 is enkel nog het 18de-eeuws woonhuis bewaard gebleven.

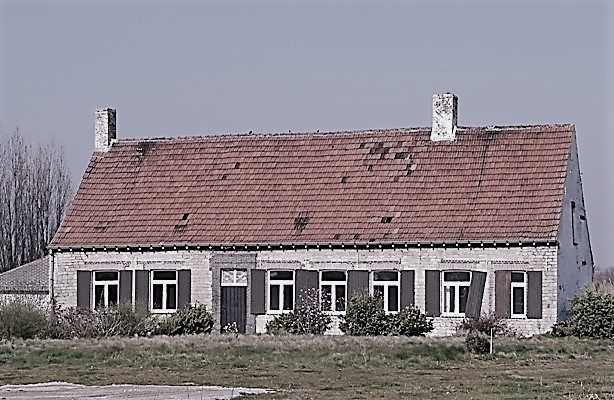

## Geschiedenis
Waar eens een Frankische nederzetting “Puttheim” met versterkte burcht, dubbel omwald met brede walgrachten, neerhof, bidplaats, kouter en molen stond, kwam later het leen en de heerlijkheid van Putthem. Het adellijke geslacht van de heren van Pittem bouwden, vermoedelijk rond 1100, op dit zeer aantrekkelijk stukje ongerepte natuur, een kasteel met donjon, het opperhof met een brouwerij in het bos “Oude Eeckhout”, een neerhof, een kerk in het bos “Jonghe Eeckhout“ en een molen nabij het landgoed de Kouter. Het grondgebied strekte zich rond het Kasteel van Pitthem (27 bunder d.i. 38 ha) nagenoeg over wat nu het midden van de huidige gemeente vormt en komt overeen met de landerijen die vroeger met de hoeve van het Kasteelgoed (1690) samengingen. 
In de 14de eeuw kent Brugge een forse economische groei, een bloeiperiode voor handel en ambachten, en neemt de stad tijdens de vroege middeleeuwen de belangrijkste financiële plaats in samen met Genua in Italië. De mooiste textielstoffen uit katoen, zijde, brokaat, wol en linnen samen met buitengewone sieraden en allerlei luxeartikelen worden die tijd in Brugge verhandeld. Toen de heren ridders van Pitthem invloedrijke ambten en functies in Brugge gingen bekleden, verlaten zij hun buitenverblijf “het kasteel” omstreeks 1575. Zij betrekken hun versterkte woning te Brugge "Het Hof Van Pitthem"; heden "Het Bisschoppelijk Paleis " (afbeelding van de rijke woning met majestueuze ingangspoort in Flandria Illustrata van Antonius Sanderus pagina 171).
De Geuzentijd (1578 -1584), de Beeldenstorm en herhaalde pestepidemieën maken de streek uiterst onveilig. Door opeenvolgende oorlogen, verwoesting, brandstichting, plunderingen van rondtrekkende soldaten, rebelse troepen en bandieten zwervend door het platteland zal de heerlijke woning en de afhankelijkheden (de brouwerij 1641) in puin gelegd worden. Nooit zal het kasteel en de brouwerij worden heropgebouwd; wel de molen, de kerk en de hoeve en deel uitmaken van het beschermd erfgoed. De kerk gelegen buiten de omwalling van het kasteel werd opgetrokken uit steen in Romaanse stijl (wellicht tussen 1071 en 1093) en voorzien van een lage achthoekige toren. In 1600 werd zij reeds verbouwd naar een klassiekere Vlaamse kerkstijl met zijbeuken, spitse toren en brandvensters. Sinds 1570 bezit de kerk een orgel, een torenuurwerk en drie klokken. De koutermolen krijgt zijn eigen geschiedenisverhaal. Begin 2018 is deze in rode baksteen volledig heropgetrokken en het mechanisme werkzaam voor demonstratie.

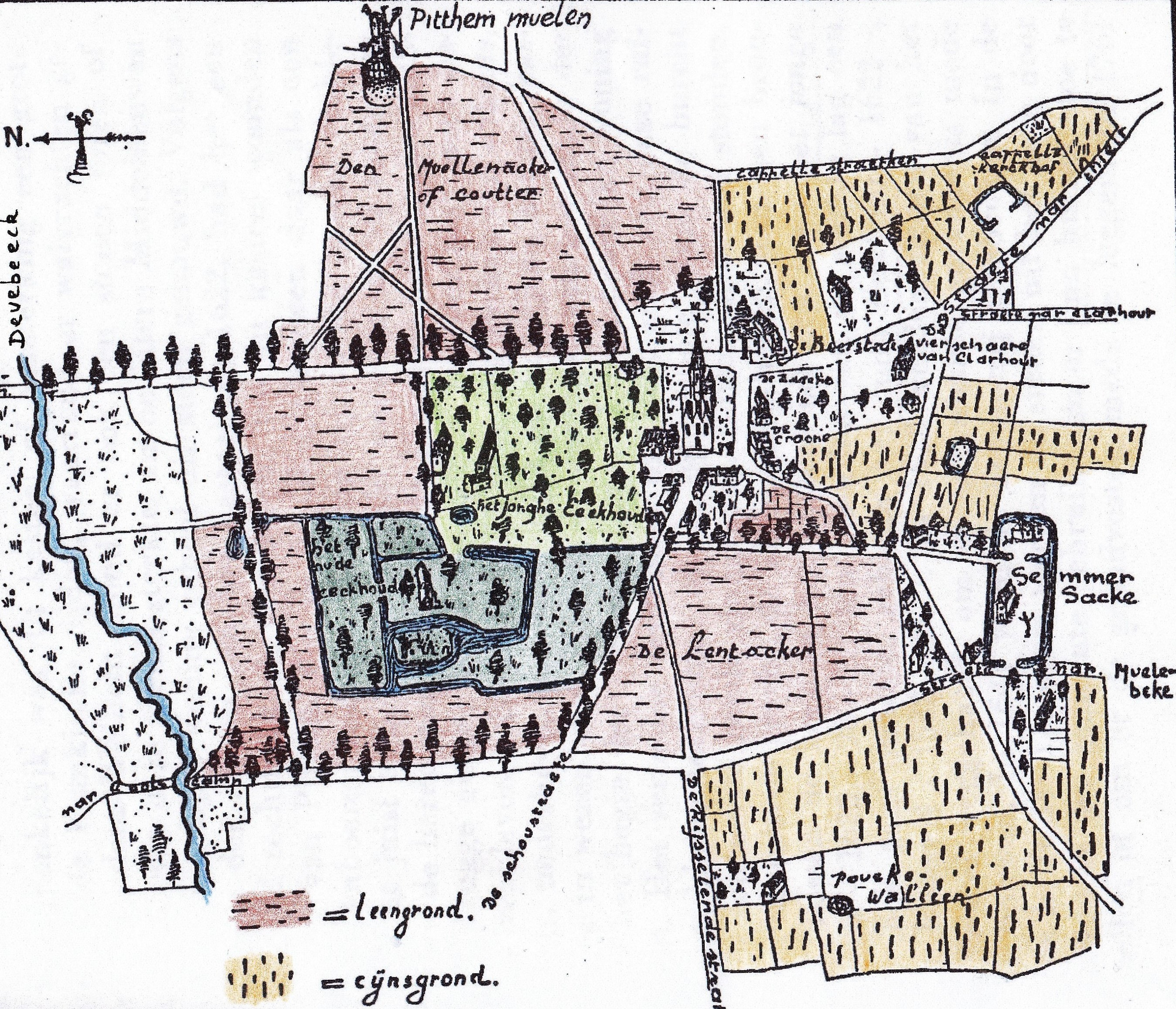
Het leen en de heerlijkheid van Pittem in 1622 (naar de kaart van Louis de Bersaques).

De naam Oud Kasteelgoed gaat naar het oude neerhof van het kasteel: “Het Kasteelgoed “. Deze plattelandswoning verbond het kasteel langs de Kokerweg rechtstreeks met de koutermolen nadien “Plaatsmolen” genaamd. De hoeve wordt een eerste maal vermeld in het landboek van Louis de Bersaques in 1622. De site bestaat uit drie hoofdgebouwen, twee evenwijdig lopend aan de weg en een er rechtop staande vormend een nagenoeg gesloten hoefijzer en een paar kleinere bijgebouwen. De eerste herstelwerken van de hoeve en de stallen geschiedt in de 17de eeuw met natuursteenblokken. Een gedeeltelijke heropbouw wordt verwezenlijkt in de 18de eeuw samen met een paar streng vernielde woningen uit het dorp. Hiervoor gebruikt men recuperatiemateriaal afkomstig van het “Verzonken Kasteel”. In zijn landboek van 1761 beschrijft D. Seghers een nagenoeg identieke topografie met dit verschil dat de hoeve nu gelegen is aan de Eickenlinckdreve later Eikeldreef genoemd. Een merkwaardig boomkapelletje opgedragen aan de maagd Maria siert de dreef. De omvangrijke dubbele walgrachten rondom het verdwenen kasteel zijn duidelijk aangetekend op het plan. Deze eroderen langzaam weg terwijl de laatste overblijfselen pas in 1933 gedempt worden. Omstreeks einde van de 19de eeuw zal men op de site van het “Verzonken Kasteel” betrekkelijk grote harde witte steenblokken uitdelven om de woning te herstellen. Verfraaiings-, verbouwings- en vergrotingswerken van de hoeve en de landgebouwen worden aangevraagd en door het kadaster in 1944 geregistreerd en aangenomen. In 2006 gaat men over tot verkaveling van de landerijen omheen de woning en in 2008 worden de zeer bouwvallige landgebouwen gesloopt om alléen de 18de-eeuwse woning met een veel oudere kern als historisch erfgoed te behouden en te restaureren
De hoeve (foncier goed) zal steeds in het bezit blijven van edele heren vooreerst de heren van Pitthem, daarna bij huwelijk in 1365 van Daniel I van Claerhout met Elisabeth vrouwe van Pittem naar de nakomelingen van dit edele geslacht ridders. Sinds 1400 vormen de twee heerlijkheden (27 bunder de heerlijkheid van Pitthem en 47 bunder de heerlijkheid van Claerhout) een groot geheel onder het gezag en beheer van één enkele heer. Bij gebrek aan rechtstreekse erfgenamen worden de samengevoegde heerlijkheden aangekocht door de prinselijke familie de Croÿ en Solre en sinds de Franse revolutie verkocht aan de nobele heer de Schietere de Lopphem. De molen wordt aangekocht in 1798 door Jacques Pecksteen de Swevesele
Twee merkwaardige bezoekers aan de gemeente Pittem zijn vermeldingswaardig tijdens het verblijf van bewoners in de kasteelhoeve terwijl zij een publieke functie uitoefenden.
- Van 1640 tot 1669 wordt de hoeve bewoond door baljuw Frans Colens. Hij kreeg in mei 1667 het hoogstaand bezoek van de eerste minister van Spanje en gouverneur van de Spaanse Nederlanden Don Juan Domingo de Haro y Gusmán, graaf van Monterey. Deze edele heer was tevens de echtgenoot van de laatste dame van Pitthem Agnes Françoise de Zuñiga. Er werd een groots en kostelijk dorpsfeest georganiseerd ter zijne eer. Bij deze gelegenheid logeerde hij in de kasteelhoeve, het kasteel was blijkbaar al verdwenen of reeds ernstig vernield.  De ambt van baljuw zal verder waargenomen worden door zoon Philip (op 2 september 1670) en kleinzoon Philip jr. (op 10 mei 1733).
- Vanaf het einde van de 18de tot begin 20ste eeuw wordt de hoeve bewoond door de familie de Meese. Drie eeuwen lang vanaf 1600 bewonen zij de gemeente en nemen actief deel aan het plaatselijk dorpsleven zowel op bestuurlijk als op sociaal en cultureel vlak. Schepen Léo betrekt de woning in 1798 en burgemeester Felix pas in 1845 bij zijn huwelijk. Het toenmalig gemeentebestuur, nog niet uit het streng repressieve Frans regime gestapt zijnde van 1800 tot 1814, krijgt op 15 september 1814 het hoogstaand bezoek van kroonprins Willem I van Oranje Nassau. Inderdaad in 1815 zullen de zuidelijke Nederlanden deel uitmaken van het Koninkrijk der Verenigde Nederlanden die samen met Luxemburg en het prinsdom Luik door het Congres van Wenen toegekend worden aan de recent benoemde Nederlandse koning. Deze vorst stelt bij K.B. van 9 april 1819 schepen Léo aan tot burgemeester; hij zal die de functie niet invullen omdat zijn overtuiging niet verzoenbaar is met de nieuwe staatsgodsdienst, het protestantisme.

## Economie
De hoeve werd verpacht, zoals praktisch alle hoeven uit de streek; o.a. Goed ter Deurhout 39 b., Goed te Claerhout 47 b.(familie van Claerhout), en Goed te Ooigem 47 b. (familie de la Kethulle).  Landadel bewoonde meestal de grote plattelandsuitbatingen van het dorp. De landbouwgronden vormden een uitgestrekt puzzel van op cijns, op leen of alodiaal (vrij). Het geheel wordt steeds beheerd door een baljuw aangesteld door de leenheer en bijgestaan door een schepenbank bestaande uit zeven verkozen schepenen. Een overblijvend gebruik van de feodale periode. Feit was dat men in de 18de eeuw zoveel hectaren nodig had als bewoners op het landgoed om leefbaar te zijn. Vele grondstukken waren niet of weinig fertiel; getuige de namen toegekend aan de akkers, bijvoorbeeld ter Woestyne, de Veldekens, het Duineken voor de minst vruchtbare en de Suikerbakker, het Tarwestuk, het Bietenstuk voor de landgoederen met betere opbrengsten. Het drieslagstelsel werd toen nog toegepast; zodat steeds een derde van de gronden een jaar lang braak lagen. De teelt ging hoofdzakelijk naar graangewassen: rogge, tarwe, gerst, haver, boekweit en lijnzaad. De opbrengst was niet gelijkmatig en was zeer afhankelijk van de weersomstandigheden en doorbrekende plantenziekten.
Op de “Kasteelhoeve” vertoefden in normale omstandigheden veertien personen, het personeel meegerekend; doortrekkende reizigers mochten een nachtje of twee in de stallen logeren. Gelukkig pasten de heren matige lenen en cijnzen toe. De bewoners van het landgoed bezaten zelf kleine eigendommen die ze op hun beurt verhuurden. Bovendien bekleden zij functies aan het gemeentebestuur als schepen of burgemeester en zetelden in talrijke caritatieve organisaties. Meestal oefenden zij als 50% van de actieve bevolking een bijberoep uit.
Sinds de 14e en 15e eeuw kent Vlaanderen een buitengewone economische groei. In het bekken van de Leie en de Schelde ontwikkelen zich van zuid naar noord belangrijke textielindustrieën: katoen in Gent, wol ingevoerd uit Norwich verwerkt in Brugge tot Drap de Bruges of Brugs Laken, vlas in Kortrijk reikende tot Meulebeke en Pittem. 
Vanaf de 17e eeuw had elke hoeve als goede bijverdienste, een spinkamer met een of twee getouwen, een spinwiel en een voorraad vlas, zodat Pittem beschouwd werd als het vlasdorp bij uitstek en dit totdat de industriële revolutie met opkomst van de gemechaniseerde getouwen op stoomenergie in de 19de eeuw (William Cockerill) deze zeer rendabele lokale volksindustrie verslaat. In 1739 met een bevolking van ongeveer 2.250 inwoners telde men 250 zelfstandige huiswevers. De mooiste stukken werden verzegeld en bestemd voor het buitenland, de rest gaat naar de markt van Tielt voor lokaal verkoop.
Geleidelijk aan zal de gewassenteelt plaats ruimen voor de veeteelt, de bouwlanden worden verdrongen door weiden. Meer en meer zal men boomkwekerijen aanleggen die zich concentreren op fruitteelt. Men denkt intensief aan het verbeteren van de grond door drainage en vooral jaarlijkse bemesting, De opbrengst stijgt zo aanzienlijk dat een gemis aan handenarbeid zich nijpend laat aanvoelen. Boerenwerklieden en seizoenarbeiders uit andere streken zullen deze tekorten komen aanvullen.
In de 17e eeuw was de dorpskern al goed bezaaid met brouwerijen en herbergen die goed floreerden. Naast de zes bestaande, allen rond de markt gevestigd, zal in de 18e eeuw dit aantal explosief toenemen met een vijftiental verspreid over het dorp dat ideaal gelegen is op een belangrijk knooppunt van twee hoofdwegen: Gent-Torhout en Brugge-Kortrijk. De schepenen en burgemeesters hebben van nu af ook oog voor het cultureel, sociaal en economisch leven in het dorp. De zeer troebele tijden van 1621 tot 1713 met conflicten voor onafhankelijkheid en veroveringen door ambitieuze vorstenhuizen, religieuze en burgerlijke opstanden, allerhande epidemieën, rondtrekkende rovers en bandieten zijn nagenoeg voorbij maar niet de zorgwekkende armoede vandaar het oprichten van organisaties die bijstand en hulp verlenen aan de bevolking. Men acht dat een goed derde van de inwoners er beroep moeten op doen. Voorbeelden zijn o.m. het oprichten van het Genootschap van de heilige Vincentius (1852), de Commissie van de burgerlijke Godshuizen (1849), de Armenschool (1837), de Armenbijstand.
In 1832 breekt de cholera uit gevolgd door een voedselcrisis (aardappelziekte) die drie volle jaren aanhoudt. In 1847 is het de beurt aan tyfus waarbij de demografie in negatieve zin gaat draaien. Trouwens noteerde men op een jaar 571 overlijdens voor 154 geboorten. Nadat de ziekte verdwenen was bleef het aantal bewoners nog meerdere jaren lang dalen wegens de te felle uitputting van de bevolking. In 1872 werd de streek geteisterd door de zeer gevreesde koeienpest (virusziekte); een tachtigtal runderen werden afgemaakt en een vijftal hoeven werden grondig ontsmet door een afdeling militairen.
Op de landerijen vindt een definitieve verschuiving plaats van graanteelt naar intensieve groenteteelt en glastuinbouw. Terwijl veel bewoners Pittem verlaten einde 19e eeuw om uit te wijken naar Frankrijk (la Meyze in de Limousin) en naar Amerika (Shawnee, Kansas City, Kansas); ontwikkelen zich nieuwe kleinschalige kunststof verwerkende industrieën (o.a.: knopenfabriek “Excelsior”, Belplastics, Tavernier- Hubaux) alsook nieuwe mechanische weverijen (o.a: Clarysse, G. Desmet-Van Coillie ) die de lokale economie nieuw leven inblaast en een mooie winst aan werkgelegenheid verschaft, weliswaar op de vooravond van twee wereldoorlogen (de Eerste en de Tweede Wereldoorlog).
Voetnota: 1b is een bunder een oude maat voor landgoed en komt overeen met 1 hectare 407

## De bewoners
Het kasteelgoed huisveste doorheen de eeuwen een aantal lokaal belangrijke personen: baljuw, chirurgijn, schepen, burgemeester, voorzitter van caritatieve instanties en leden van culturele verenigingen.
- in 1572... - DE BIL Niclaes, zoon van schepen Engel de Bil 1551-1658
- in 1593... - DE CLERCQ Jacob Jan: chirurgijn 1648-1664
- in 1640... - BANKAERT Guillaume : schepen 1638-1642 en 1662-1667; burgemeester 1642-1644 en 1667-1669; begraven in de kerk 1669
- 1642-1651 - FLEURKEYN Daniël griffier en gemeenteontvanger; begraven in de kerk 1651
- 1651-1669 - COLENS Frans: baljuw ; sterft in het kasteelgoed op 15 maart 1669; begraven in het St.-Niklaaskoor van de kerk;
- 1670-1690 - COLENS Philip baljuw (1670-1712) zoon van Frans baljuw; verhuist naar het Klein Claerhout aangekocht aan baljuw familie de Hannoye; begraven in de kerk 1742; zijn zoon Philip jr. neemt zijn ambt over in 1733; begraven   in het St. Godelievekoor van de kerk 1745;
- 1691-1711 - BAUWENS Charles: schepen 1680-88; 1690-91; 1696-1708
- 1717-1722 - VAN CANNEYT Jan : pointer 1717-1718; schepen 1718-1722
- 1738-1759 - DE LANDSHEERE Pieter: schepen 1742-1744
- 1790-1792 - VERVENNE Lodewijk: Armenmeester
- 1792-1845 - DE MEESE Léo (Léonard): schepen 1812-1820; 1830-1832;  werd tot burgemeester benoemd bij K.B. 9 april 1819,  is niet geratificeerd wegens tegenstrijdig geloofsbeleid met het calvinisme; waarnemend burgemeester van  1/9/1831 tot 16/11/1832; waarnemend gemeentesecretaris 1833-1836 wordt opgevolgd in deze ambt door zijn zoon Ivo de Meese (1936-1873) gehuisvest in de kasteelhoeve.
- 1845-1883 - DE MEESE Felix: Felix jongste zoon van Léo: burgemeester  1858-1864; schepen 1864-1883; sterft in het Kasteelgoed
- 1887-... - VERSTRAETE Victor: Gemeenteraadslid 1895-1905; schepen 1905-1917
- 1930-... - PLATTEUW Edmond: gemeenteraadslid 1932-1937; schepen 1937-1939; lid van C.O.O  vanaf 1945
- 1952-... - PATFOORT Henri (°1928 Alveringem-2009 Pittem) was een tijdlang schepen; schoonzoon van Edmond Platteuw.

## Geschiedkundige achtergrond
- De vroege middeleeuwen (900-1300) gekenmerkt door feodaliteit met beheer van graven en hertogen; vergezeld door een forse economische groei van het graafschap Vlaanderen.
- De late middeleeuwen (1300-1500)  
  - De Honderdjarige Oorlog (1337-1453) die een onophoudelijke reeks aan machtsoorlogen veroorzaakt tussen Engeland en Frankrijk.
  - De Bourgondische periode (1384-1470) met heropbloei van kunst en ambachten; na het verzanden van het Zwin verschuift de textielactiviteiten van de stad Brugge naar de kleinere steden en het platteland.
  - Een eerste pestepidemie breekt los van 1491 tot 1493.
  - De Geuzentijd (1577-1578) vernield een groot deel van de O.L. Vrouw kerk en het dorp; rondtrekkende opstandige muitenaars maken de streek terug onveilig.
- 16e eeuw 
  - De Beeldenstorm en de Godsdienstoorlog met afsplitsing in 1581 van de zeven Noord-Nederlandse provincies die onafhankelijk worden en de tien Zuid-Nederlandse provincies die onder het Spaans gezag blijven, gevolg gevend aan de grootste immigratie van intellectuelen en handelaars uit de streek naar het onafhankelijke protestantse noorden waar havens als Rotterdam en Amsterdam een belangrijke handelsplaats op wereldvlak innemen.
- De 17e eeuw onder het bewind van de Spaanse Habsburgers
  - Heropbouw van het dorp van Pittem en de kerk
  - De twee grootste pestepidemieën die Europa zal meemaken breken los van 1645 tot 1648 en van 1667 tot 1670 met veel overlijdens voor de gemeente Pittem
  - Het platteland rond het dorp wordt in 1658 het slagveld van de Fransen tegen de Spanjaarden onder de bevelen van markies Bernadin Gigault de Bellefonds en graaf Henri de la Ferté. De huizen rond de markt staan in brand en de bevolking zoekt beschutting in de Kerk.
  - Telkens bij de dood van een Spaanse vorst, Filips IV in 1665 en Karel II in 1700, vallen Franse troepen het land binnen. De hofsteden (79) worden afgebroken en in brand gestoken, de helft van de landerijen liggen braak.
  - Boerenkrijg (1798) veroorzaakt door de harde repressie van de Fransen tegen de kerk en het katholicisme in het zeer godsvruchtige Vlaanderen.
- De 18e-19e eeuw
  - Na de Vrede van Utrecht valt het gebied onder het bewind van de Oostenrijkse Habsburgers; onder bewind van Karel VI en keizerin Maria Theresia keert een betrekkelijke rustperiode terug.
  - Franse Revolutie met Napoleon aan het gezag tussen 1800 en 1814. Verplichte legerdienst wordt ingevoerd. Het opstellen van de Codex zal aan de grondslag liggen van de latere Belgische wetgeving. Het Frans is de officiële voertaal. Het katholicisme wordt geweerd en de kerk gesloten.
  - De Nederlandse tijd (1815-1830) vangt aan na de nederlaag van Napoleon in Waterloo en het Congres van Wenen. De legerdienst blijft verplicht, het Nederlands is nu de landstaal, de handel wordt gesteund en bevordert maar Noord-Nederland wordt bevoordeligd. Hierdoor ontstaat een groeiende misnoegdheid van het volk tegen de bezetting. In Brussel nemen opstandelingen de strijd op tegen de regering en wordt de onafhankelijkheid opgeëist.
- Onafhankelijk België in 1830 met aanstellen van Leopold I als eerste vorst.